# Johanna Koslowsky
Johanna Koslowsky (* 13. Juli 1961) ist eine deutsche Sängerin im Bereich historische Aufführungspraxis und Gesangspädagogin.

## Biografie
Koslowsky begann ihre Gesangsausbildung bei Hilde Wesselmann in Essen. Nach dem Abitur folgte ein Studium der Kirchenmusik an der Hochschule für Musik Köln. Sie ergänzte ihre Ausbildung durch Unterricht bei Professor Bornemann in Hannover, bei Michaela Krämer in Düsseldorf und bei René Jacobs in Basel.
Sie ist auf die Musik vor 1800 spezialisiert und festes Mitglied bei Cantus Cölln. Sie trat ferner zusammen mit den Ensembles Akademie für Alte Musik Berlin, Musica Alta Ripa, Musica Antiqua Köln, Musica Fiata und Sequentia auf. Ihre Interpretationen sind durch in- und ausländische Rundfunksender sowie durch zahlreiche CD-Aufnahmen dokumentiert. Neben ihrer Tätigkeit als Solistin ist sie auch als Pädagogin aktiv.
Sie ist mit dem Musiker Konrad Junghänel verheiratet und lebt in Köln. Seit 2011 ist sie zertifizierte Trauerbegleiterin und seit 2022 als Rednerin für Trauerfeiern, Hochzeiten und freie Taufen tätig.